# Imad al-Din Sultan Ahmad
Imad al-Din Sultan Ahmad ibn Muhammad ibn al-Muzaffar ibn al-Mansur ibn al-Hajji (nascut 1340, + 1393) fou un príncep muzaffàrida, que va governar a Kirman del 1358 al 1365 i del 1384 al 1393.

## Biografia

### Primer govern del Kirman
El 1358, deposat el pare, Shah Shuja va cedir al seu germà Shah Mahmud, Abarkuh i l'Iraq Ajemí (Esfahan) i l'altre germà, Shah Ahmad o Sultan Ahmad, li va concedir Kirman. No obstant Shah Shuja es va reserver el domini suprem com demostra que ja el 3 de desembre de 1358 va sortir cap a Kirman per combatre a les tribus dels awghanis i jurmes
Durant la lluita per Siraz entre Shah Shuja i el seu germà Shah Mahmud, Sultan Ahmad, que donava suport a Shah Shuja, es va sentir molest per no haver estat admès al consell de guerra celebrat sota la direcció del seu germà (aleshores encara en possessió de Shiraz) i a la nit va desertar i es va reunir amb l'altre germà Shah Mahmud, amb bona part dels seus soldats. Això fou probablement el 1364 (abans de l'ocupació de Shiraz per Shah Mahmud) i el 1365 ja no consta com a governador de Kirman.

### Retorn a la obediència
El 1366 la situació era la oposada i era Shah Shuja que avançava per ocupar Shiraz quan fou atacat a Pul Basa per Shah Mahmud el dissabte 25 de juliol de 1366; es va lliurar una gran batalla. La població de Shiraz va acordar obrir les portes a Shah Shuja i el diumenge 26 de juliol Shah Mahmud es va retirar cap a Esfahan. Sultan Imad al-Din Ahmad aleshores, va abandonar al perdedor i es va sotmetre altre cop a Shah Shuja, que ara tornava a governar Fars. No obstant no va recuperar el govern de Kirman que en els anys següents apareix sota diversos governadors.
En la lluita per Esfahan va participar en la batalla de Chasht-khwar contra Shah Mahmud i un exèrcit enviat per Uways ibn Hasan de Tabriz, on Ahmad dirigia l'ala dreta de l'exèrcit. Més tard, durant la rebel·lió de Pahlawan Asad al Kirman, va prendre part en la batalla de Shahabad (1374) després de la qual Shah Shuja li va ordenar dirigir el setge de la ciutat de Kirman. Sultan Ahmad va acampar al sud de Mahan on se li va unir Amir Muhammad Jurma'i i els seus amirs, que havien forçat el camí per sortir de la ciutat (on havien quedat atrapats). Aviat el setge va esdevenir mes rigorós i la ciutat va acusar la manca de provisions. Finalment es va concedir als pobres el permís per sortir de la ciutat però molts van morir i la resta es va dispersar. Després de 8 mesos de setge, Sultan Ahmad fou cridat a Shiraz i la direcció del setge fou encomanada a Pahlawan Khurram (que finalment va reeixir).

### Segon govern de Kirman
Greument malalt Shah Shuja (1384) els amirs i la població es van dividir en dos faccions hostils una amb l'altra: una que preferia com a successor al fill Zayn al-Abidin Ali i una altra que preferia al germà Sultan Ahmad. Shah Shuja va fer cridar al seu fill Zayn al-Abidin,el va designar com a hereu i li va donar uns consells sobre concòrdia i unitat entre la família. Al sortir de la cambra Shah Shuja va cridar al seu germà Sultan Ahmad i els dos homes van plorar junts; el sultà li va fer un sermó similar i li va concedir el govern de Kirman on aniria immediatament per agafar el control i li va demanar que no es deixés arrossegar a cap revolta contra Zayn al-Abidin ni es deixés influir per caps que volien crear divergències; li va donar alguns altres consells sobre el seu comportament i sobre el que hauria de vigilar i evitar. Els consells sobre el govern de Kirman i de Bam i el tracte a les tribus i altres matèries van seguir. El mateix dia Sultan Ahmad va sortir de Shiraz cap a Kirman. Després Shah Shuja va escriure una carta a Tamerlà en què li anunciava que Zayn al-Abidin era el seu successor i encomanava l'hereu així com els seus altres fills i germans al favor de Tamerlà. Shah Shuja va morir el 9 d'octubre de 1384
Sultan Ahmad va arribar a Kirman el 7 d'octubre de 1384 on fou rebut pel lleial i eficaç governador Amir Ikhtiyar al-Din Hasan Qurchi i altres notables de la ciutat que li van entregar les claus del Palau Reial (Qasr-i-Humayun). Amir Hasan Qurchi desitjava anar a Shiraz però no li fou permès. Només dos dies després va arribar la noticia de la mort de Shah Shuja i es va declarar dol públic i Ahmad fou entronitzat poc després com a governant de Kirman. La seva política va ser en general molt beneficiosa pels ulemes però tenia una marcada falta de decisió i fama de deixar fer.

### Lluites amb els awghanis
Shah Yahya de Yadz i Zayn al-Abidin Ali de Shiraz van arribar a una mena d'acord en el qual es va incloure l'alliberament del cap dels awghanis, Amir Surghatmish que havia estat empresonat per Shah Shuja; se li va permetre reunir-se amb la seva tribu. Sultan Ahmad, des que va arribar, va mostrar molt de favor al cap dels jurmes, Amir Muhammad Jurma'i, que ja abans l'havia servit fidelment, i en canvi va empresonar a Amir Takur Awghani. Els amirs awghanis estaven en una condició miserable i quan va arribar Surghatmish al Garmsir els amirs li van donar suport. Amir Muhammad Jurma’i va informar del fet a Ahmad, que va sortir amb un exèrcit de Kirman en direcció al Garmsir, on se li van unir un nombre de guerrers que foren rebuts amb honors, i es va dirigir cap a Chahar Gunbad, on se li van unir mes forces, ara dels jurmes, dirigides per Amir Muhammad i altres amirs. Surghatmish va enviar exploradors a esbrinar informació correcte sobre aquest exèrcit però van caure a mans d'un destacament de l'exèrcit d'Ahmad i foren aniquilats. Surghatmish es va retirar del Garmsir cap a Tarim deixant al seu germà Jamshid al castell d'Arzu. En una carta, Nasr, el governador de Sirjan, va prometre ajut a Surghatmish, però fou interceptada per Ahmad que va fer matar el fill del governador, Ali ibn Nasr; després va anar a Sirjan, va ocupar la ciutat i va confiscar les possessions del traïdor. Un parell de dies després Ahmad va assetjar el castell d'Arzu que va dominar sense molta dificultat i va fer matar algunes persones fetes presoneres enviant a Jamshid en cadenes amb els caps dels executats, cap a Kirman, on aviat va tornar el governant.

### Tamerlà entra en escena
El 1385/1386 va arribar un enviat de Tamerlà de nom Mawlana Qutb al-Din, portant garantia del conqueridor en el favor i l'amistat amb la dinastia; Ahmad va acordar llegir la khutba amb el nom de Tamerlà i també encunyar moneda amb el seu nom.
Amir Surghatmish va aprofitar aquesta circumstància per demanar ajut a Shiraz que li va enviar forces sota comandament de Pahlawan Zayn al-Din Shahr-i-Babaki. Amir Muhammad Jurma’i va informar a Ahmad, i li va dir que desitjava marxar personalment contra Surghatmish però en fou dissuadit i es va haver d'acontentar en acompanyar una força manada per Pahlawan Ali Qurchi, considerat el guerrer més rude i valent de l'exèrcit de Kirman. Una batalla va tenir lloc en la qual Amir Muhammad Jurma’i va matar a Surghatmish en combat singular d'un cop de la seva maça, i els guerrers awghani en veure això es van desbandar i desmoralitzar i foren derrotats amb grans pèrdues en morts i presoners. Ahmad va nomenar aleshores a Pahlawan Ali Qurchi governador dels awghanis.
El 1386/1387 Sultan Baiazid ibn Uways va sortir del Luristan cap a Kirman, enviant a khwaja Taj al-Din Salmani al davant per anunciar la seva arribada. Ahmad va enviar al seu servidor (farrash) Mihtar Hasan per trobar-lo i preparar allotjament i provisions per la seva escorta i comitiva. Sultan Baiazid es va aturar a Shahr-i-Babak, on els seus indisciplinats i enfadats soldats van començar a fer saquejos. Això va enfurismar a Ahmad que en resposta va prohibir a Bayazid entrar a Kirman, per lo que va haver de tornar enrere cap a Yadz on es va reunir amb Shah Yahya.
L'octubre/novembre de 1387 es va saber que Tamerlà havia avançat cap a l'Iraq Ajamita i que el governador Amir Muzaffar-i-Kashi i tots els nobles i capitans del país l'esperaven per sotmetre’s i entregar les claus de les ciutadelles i les fortaleses. Zayn al-Abidin, que no es volia sotmetre, va sortir de Shiraz amb els seus amirs i es va dirigir a Bagdad, mentre Shah Yahya s'ocupava en preparar regals de prou valor apropiats per a Tamerlà que prometia seguretat per a tots els que se sotmetien. Shah Yahya va imposar un impost extraordinari pel manteniment de l'exèrcit de Tamerlà, i els seus oficials van anar a Esfahan a cobrar aquest impost però els isfahanis es van revoltar i els van matar a tots. L'endemà les forces de Tamerlà van entrar a Esfahan i van fer una massacre general que va costar la vida a quasi tots els 200.000 habitants. Tamerlà es va dirigir a Fars i Ahmad es va desplaçar des de Kirman per presentar-li els seus respectes enviant per davant a l'amir Ikhthiyar al-Din Hasan Qurchi. Aquest fou ben rebut per Tamerlà i va enviar missatges a Sultan Ahmad urgint-lo a presentar-se; igualment Sultan Ahmad fou rebut amb honors pel conqueridor i fou recompensat amb el govern de Fars i l'Iraq Ajamita a més de ser confirmat en el de Kirman. Després Tamerlà va tornar a Samarcanda.
Sultan Ahmad anava acompanyat en la seva tornada a Shiraz d'algun oficials recaptadors de Tamerlà. Sultan Baiazid ibn Uways pel seu costat es preparava a marxar a l'Índia però al saber que Tamerlà havia redistribuït el regne muzaffàrida va decidir restar; es va traslladar al Garmsir on va obtenir el suport de la tribu awghani. Ahmad es va molestar molt amb aquestes notícies; el país estava en desordre, l'exèrcit dispersat (una part dels soldats fins i tot s'havia posat al servei de Baiazid) però no va dubtar a marxar contra Baiazid al que va derrotar i va fer presoner, però al que va tractar correctament i el va acabar perdonant però en canvi als que l'havien traït els va fer matar i va enviar els seus caps a Kirman amb la proclamació de la seva victòria. Poc després Ahmad tornava a Kirman acompanyat del seu germà Sultan Baiazid (del context es dedueix que són dos personatges diferents amb el mateix nom:el germà petit Sultan Baiazid i el príncep jalayírida Sultan Bayazid ibn Uways). A Shiraz el poder va quedar en mans de Shah Yahya.

### Darrers anys a Kirman
Sultan Ahmad des de la ciutat de Kirman es va dirigir a Sirjan en una expedició de cacera enviant al seu germà Baiazid a Manujan (o Manugan) per interessar-se pels impostos d'Ormuz. Ahmad va tornar a Kirman on també va tornar Baiazid que ja havia complert l'encàrrec i havia obtingut la submissió de Manujan i el pagament del tribut.
A Shushtar, el governador de Khuzestan Shah Mansur va detenir a Zayn al-Abidin i als seus oficials i es va apoderar del tresor i propietats i va convidar als soldats a entrar al seu servei. Sabent que el seu germà Shah Yahya era a Shiraz i que Tamerlà havia tornat a Samarcanda, va tancar a Zayn al-Abidin a la ciutadella, va aconseguir el servei de molts dels seus amirs i es va dirigir a Shiraz. Shah Yahya, incapaç de fer-li front per manca de mitjans, es va retirar a Yadz i Mansur es va apoderar de Shiraz sense oposició; va detenir als principals nobles i va fer cegar a l'amir Ghiyath al-Din Mansur Shul.
Shah Yahya, al arribar a Yazd, va cridar al governador de Abarkuh, Pahlawan-i-Muhadhadhab, amb algun pretext, i al arribar el va fer matar; tot seguit es va apoderar d'Abarkuh obtenint el tresor local que el governador havia amasat durant anys. Després va enviar missatgers a Sultan Abu Ishaq (fill de Sultan Uways i net de Shah Shuja) governador de Sirjan, amb el qual va fer aliança. Sultan Abu Ishaq va trencar els seus llaços amb Kirman.
Shah Yahya va sortir de Yadz cap a Anat (a mig camí entre Yazd i Sirjan) amb la intenció de sotmetre Kirman, saquejant per on passava fins que va arribar a Nug. Amir Ikhtiyar al-Din Hasan Qurchi, un dels principals nobles de Kirman havia mort feia poc i Sultan Ahmad i son germà Sultan Baiazid van començar la seva marxa. Shah Yahya des de Nug es va dirigir a Baft on es va reunir amb Sultan Abu Ishaq i les forces de Sirjan, on es van preparar per la batalla. En aquest moment va arribar a Kirman un ambaixador procedent de la cort de Tamerlà i va intentar una reconciliació, que no va reeixir.
La batalla es va lliurar el 23 d'abril de 1390 prop de Baft. Shah Yahya fou derrotat i va fugir cap a Yadz mentre Sultan Abu Ishak es va retirar i fortificar a Sirjan. Ahmad va proclamar la victòria i va enviar els caps del morts a Kirman, dirigint-se cap a Sirjan que va capitular al cap de pocs dies. Sultan Abu Ishaq va jurar obediència i fidelitat a Ahmad i fou perdonat recuperant el favor del seu oncle i sent restaurat com a governador de Sirjan. Amir Hajji Shah, germà de la mare d'Abu Ishaq, considerat responsable de la rebel·lió, fou empresonat breument i finalment executat (setembre/octubre de 1390).
Mentre Shah Mansur s'havia establert a Shiraz alguns dels encarregats de la custodia de Zayn al-Abidin a Shushtar van acceptar alliberar-lo i el van enviar a Esfahan on fou ben rebut pel poble i aviat va ser convençut per Shah Yahya de fer aliança amb Ahmad de Kirman per venjar-se de Shah Mansur.

### Aliança contra Shah Mansur
Sultan Ahmad (acompanyat del seu fill Ghiyath al-Din Muhammad) i Zayn al-Abidin es van trobar a Sirjan el gener de 1391, sota la hospitalitat de Sultan Abu Ishaq. Als pocs dies van sortir cap a Fars. A Tarim se’ls va unir l'agrupament Hazara però el avanç fou bloquejat a Furg per un fort exercit enviat per Mansur. Ahmad es va dirigir a Nayriz via Khush-Nawa. Shah Yahya va enviar un missatge que anava cap allí a tota velocitat i que els aliats esperessin la seva arribada; tot i el consell dels caps militar de seguir avançant, els aliats van esperar 10 dies l'arribada de Yahya; aquest no va arribar i mentre Mansur va retornar a Shiraz, va reclutar més gent i va sortir a la lluita altre cop. Ahmad va seguir cap Sarwistan per retrocedir a Fasa mentre Mansur anava per una altra ruta cap al Garmsir. Els dos exercits es van trobar a Fasa un divendres a la tarde. Mansur (que esperava reforços) va fingir que volia arribar a un acord pacífic i el combat es va ajornar fins dissabte quan Mansur va atacar els exèrcits rivals i els va derrotar matant a molts. Els que van poder fugir es van dirigir a Kirman mentre Zayn al-Abidin es va separar a Qatra i va anar cap a Esfahan.
Mansur vatornar a Shiraz i tot seguit va anar cap a Yadz i va devastar la ciutat i el seu entorn, seguint després cap a Kirman mentre enviava ambaixadors tant al seu germà Shah Yahya com al seu oncle Ahmad intimant-los a renunciar al seu reconeixement de Tamerlà, sotmetre’s a ell i enviar en garantia cadascun un fill i alguns guàrdies per acompanyar-lo a Khurasan on controlaria el riu Oxus contra una possible invasió de Tamerlà, i en cas contrari haurien de patir la guerra. Ahmad va declinar la proposta i va manifestar que era una bogeria desafiar a Tamerlà. Mansur va devastar algunes zones i finalment va tornar a Shiraz on va preparar els elements per poder assetjar Yadz on estava Shah Yahya.
Es van produir diverses escaramusses en una de les quals un amir de Mansur, Gurguin, va resultar mort. Per alguna raó aquest fet va enfurismar especialment a Mansur que va fer devastar tot el territori i altre cop es va dirigir al sud cap a Kirman arribant fins a Rudan i Rafsinjan (o Rafsanjan) i devastant tot el país. Alguns amirs van desertar i es van unir a Sultan Ahmad que els va rebre cordialment. Mansur alarmat per les desercions, es va retirar a Shiraz i va reeixir a base de favors i regals a obtenir l'aliança de Sultan Abu Ishaq de Sirjan.
Abu ishaq va avançar des de Sirjan cap el Garmsir i Ahmad li va sortir al pas. Van estar un mes aturats a Baft on van arribar ambaixadors de Tamerlà que van informar de que ell seu senyor estava avançant amb el seu exèrcit cap a l'Iraq Ajemí i Fars i que els volia trobar amb l'exèrcit de Kirman a Rayy.
Ahmad va retornar aleshores a Kirman on va rebre informacions malicioses i falses sobre Pahlawan Qutb al-Din Haydar (se l'acusava d'intrigar amb Sultan Abu Ishaq contra Ahmed) i el va fer matar.

### Fi del regnat
Les forces de Tamerlà començaven a acostar-se al Kirman (final de novembre de 1392) i Ahmad va decidir anar a Rayy (junt amb els nobles i amirs) per trobar-se amb el conqueridor. Mansur estava en aquell moment en Esfahan i es va retirar a Shiraz, es va emborratxar i durant 40 dies ningú va saber res d'ell. Finalment va morir poc temps després en combat contra les forces de Tamerlà.
Sultan Ahmad i un fill de Shah Shuja es dirigien al campament de Timur quan els van arribar les notícies d'aquests esdeveniments: van accelerar la marxa i es van presentar. Sultan Abu Ishaq ibn Uways ibn Shah Shuja va deixar un servent anomenat Gudarz a càrrec del castell de Sirjan, i ell mateix es va dirigir a veure a Timur (Tamerlà). Però aquest va ordenar encadenar a tots aquests prínceps i va confiscar els seus dominis.
Fars i Iraq Ajamita van ser assignats al príncep Umar Shaykh Bahadur; i Kirman a Idaku Bahadur el cap de la tribu Barlas (la de Tamerlà), a qui, amb l'ajut d'una carta d'Ahmad al seu fill (encarregat del govern en absència del pare) Sultan Ghiyath al-Din Muhammad, aquest li va lliurar les claus de la ciutat
Només una setmana després, durant el primer terç de Rajab del 795 de l'hègira (del 13 al 22 de maig de 1393) es va fer un rescripte imperial emès al poble de Mahyar, ordenant la mort de tot el llinatge dels muzaffàrides, grans i petits, ordre que es va dur a terme sense pietat.